# Mildred Scheel
Pour les articles homonymes, voir Scheel et Wirtz.
Mildred Scheel, née Mildred Wirtz le 31 décembre 1931 à Cologne et morte le 13 mai 1985 dans la même ville, est une personnalité féminine allemande, quatrième première dame d'Allemagne depuis la fondation de la RFA, entre 1974 et 1979, en tant qu'épouse de Walter Scheel, président de la République fédérale allemande durant cette période.

## Biographie
Mildred Scheel est un médecin allemand, notamment fondatrice de Ligue allemande contre le cancer. 
Elle est la seconde épouse du président allemand de la République fédérale Walter Scheel. Elle use de son rôle de Première dame (1974-1979) pour lutter contre le cancer. Elle jouit de fait d'une certaine réputation dans le domaine caritatif.